# Études africaines
Études africaines  est un album de jazz/world de Mehdi Nabti enregistré en duo (Ne0Du0) avec le batteur/chanteur congolais Lionel Kizaba les 3 et 4 aout 2015 au studio Koalamusik (Montréal) et sorti sur bandcamp sous licence Société canadienne des auteurs, compositeurs et éditeurs de musique. 

## Titres
Toute la musique est composée par Mehdi Nabti. Les paroles en lingala sont de Lionel Kizaba..
| No | Titre          | Durée |
| -- | -------------- | ----- |
| 1. | Ndaté Yalla    | 02:33 |
| 2. | Hamadcha Mix 1 | 03:07 |
| 3. | Ifriqiyya      | 03:59 |
| 4. | Hangbè         | 02:18 |
| 5. | Epigraphie     | 01:31 |
| 6. | Afro-berbère   | 02:08 |
| 7. | Tiedos         | 03:35 |
| 8. | MS             | 02:29 |
| 9. | Yemma Gouraya  | 03:21 |

## Musiciens
- Mehdi Nabti : Saxophone alto, Flûte marocaine nira
- Lionel Kizaba : batterie, voix, chant lingala, percussions congolaises

## Réception
L'album est salué par CIBL-Radio Montréal ainsi que par la critique presse en France et au Canada,,